# Ingeborg av Mecklenburg
Ingeborg av Mecklenburg, född omkring 1340, död efter 25 juli 1395, begravd i Itzehoe, markgrevinna av Brandenburg och grevinna av Holstein. Dotter till hertig Albrekt den store av Mecklenburg (1318-1379) och Eufemia Eriksdotter (1317-1363/1370).
Ingeborg gifte sig första gången i Berlin 15 februari 1360 med hertig Ludvig VI av Bayern (död 1365), tillika markgreve av Brandenburg. Deras bröllopskontrakt skrevs i Pritzwalk redan 25 juni 1357. Ingeborg var ursprungligen förlovad med dennes bror Otto.
Ingeborg gifte sig andra gången 1366/1374 med greve Henrik II av Holstein (död 1381/1389). Paret fick följande barn:
1. Gerhard VI av Holstein (stupad 1404), greve av Holstein och hertig av Schleswig
2. Sofia av Holstein (omkring 1375-efter 1451), gift med hertig Bogislav VIII av Pommern (död 1418)
3. Albrekt II av Holstein (död 1403), greve av Holstein
4. Henrik III av Holstein (död 1421), biskop av Osnabrück 1402-1404, greve av Holstein-Rendsburg från 1404